# Crocidura nigripes nigripes
Crocidura nigripes nigripes is een ondersoort van de spitsmuis Crocidura nigripes die voorkomt in de laaglandregenwouden van Noord-Celebes. Deze algemeen voorkomende ondersoort is wat kleiner dan de andere ondersoort, C. n. lipara uit Midden-Celebes. Het is een middelgrote, donkerbruine spitsmuis met zwarte voeten. De kop-romplengte bedraagt 72 tot 86 mm, de staartlengte 54 tot 60 mm, de achtervoetlengte 13,1 tot 14 mm en het gewicht 8,6 tot 10 g.